# Головкін Іван Миколайович
Іван Миколайович Головкін (нар. 24 травня 2000, Донецьк, Україна) — український футболіст, півзахисник .

## Життєпис
Вихованець донецького «Шахтаря». Дорослу футбольну кар'єру розпочав 2017 року в «Кристалі», який виступав в аматорському чемпіонаті України (9 матчів, 1 гол) та чемпіонаті Херсонської області (8 матчів, 1 гол). Окрім цього провів 4 поєдинки (1 гол) в аматорському кубку України. Під час зимової перерви сезону 2017/18 років перейшов до «Маріуполя». Виступав переважно за юнацьку команду «приазовців», ще 4 поєдинки відіграв за молодіжну команду клубу. 27 липня 2018 року потрапив до заявки програного (0:1) виїзного поєдинку 29-го туру Прем'єр-ліги проти донецького «Шахтаря». Проте Іван просидів увесь матч на лаві запасних. У вересні 2019 року перебрався до «Волині». У футболці першої команди лучан дебютував 25 вересня 2019 року в програному (0:1) виїзному поєдинку 1/16 фіналу кубку України проти «Минаю». Головкін вийшов на поле в стартовому складі, а на 46-ій хвилині його замінив Станіслав Кристін. Цей матч виявився єдиним для Івана Головкіна в футболці волинян, оскільки в першій лізі він не зіграв за команду жодного матчу.
У березні 2020 року підсилив «Кристал». У футболці херсонського клубу дебютував 5 вересня 2020 року в програному (1:2) домашньому поєдинку 1-го туру Першої ліги України проти «Миколаєва». Іван вийшов на поле на 73-ій хвилині, замінивши Андрія Барладима. Дебютним голом у професіональному футболі відзначився 31 жовтня 2020 року на 78-ій хвилині програного (2:3) домашнього поєдинку 10-го туру Першої ліги України проти рівненського «Вереса». Головкін вийшов на поле на 67-ій хвилині, замінивши Сергія Цибульського. Наприкінці грудня 2020 року залишив розташування клубу, але наприкінці лютого 2021 року повернувся до команди. Загалом у сезоні 2020/21 років зіграв 25 матчів у Першій лізі, в яких відзначився 1 голом, ще 1 поєдинок провів у кубку України.
Наприкінці червня 2021 року став гравцем «Інгульця». У футболці петрівського клубу дебютував 24 липня 2021 року в програному (1:2) виїзному поєдинку 1-го туру Прем'єр-ліги проти донецького «Шахтаря». Іван вийшов на поле на 73-ій хвилині, замінивши  Владислава Шарая.